# Jens Erik Hauch
Jens Erik Hauch (23. november 1765 på Højris – 2. april 1801 i København) var en dansk søofficer.
Hans forældre var amtmand og etatsråd, senere stiftamtmand og konferensråd Frederik Hauch (1715-1789) og Nicoline Dorothea Vind (1734-1788). Hauch blev kadet 1778, kom på Søkadetakademiet 1780, men blev her forsinket en del i sin uddannelse. Han blev først sekondløjtnant 1789 og så premierløjtnant 1794. Året efter erholdt han kommandoen over de i Frederiksstad stationerede fartøjer og forblev der en tid lang. Da Danmark i begyndelsen af 1801 beredte sig på at forsvare hovedstaden mod angreb af englænderne, ansattes han som chef for den sløjfede fregat Kronborg (26 kanoner), henhørende til den flydende defension. Han deltog med ære i slaget på Reden 2. april, kæmpede på én gang med tre engelske fregatter og senere med to af de fjendtlige linjeskibe og faldt tillige med 30 mand af sin besætning; skibet erobredes af englænderne, men var så forskudt, at det måtte opbrændes.
Hauch var ugift. Han er begravet i krigergraven på Holmens Kirkegård.